# Verlag SKV
Der Verlag SKV ist ein Lehrmittelanbieter in der kaufmännischen und betriebswirtschaftlichen Bildung und Praxis mit Sitz in Zürich. Er ist eine Tochtergesellschaft des Kaufmännischen Verbandes Schweiz.

## Geschichte
Der Verlag SKV publiziert seit 1925 Lehrmittel und Fachbücher für die kaufmännische Berufsbildung. Die Lehrmittel wurden anfänglich vor allem aus Deutschland bezogen. 1897 beschloss der Zentralvorstand, sich von diesen ausländischen Quellen unabhängig zu machen und eigene Lehrmittel zur Verfügung zu stellen.

## Angebot
Der Verlag entwickelt Lernmedien im Bereich der kaufmännischen und betriebswirtschaftlichen Bildung und Praxis mit Fokus auf digitale Begleitmaterialien, wie Zusatzaufgaben, Videos, Präsentationsvorlagen, digitalen Wissens-Checks und Verlinkungen auf Websites.